# Кнопіт
Кнопіт (англ. knopite) – мінерал, відміна перовськіту, що містить до 10 % рідкісноземельних елементів. Характерні октаедричні і кубоктаедричні кристали чорного і свинцево-сірого кольору. Трапляється в масивах лужних основних порід і в карбонатитах. Названий на честь німецького мінералога А. Кнопа.